# Ridan Permai
Ridan Permai is een bestuurslaag in het regentschap Kampar van de provincie Riau, Indonesië. Ridan Permai telt 2638 inwoners (volkstelling 2010).